# NGC 5697
NGC 5697 је спирална галаксија у сазвежђу Волар која се налази на NGC листи објеката дубоког неба.
Деклинација објекта је + 41° 41' 7" а ректасцензија 14h 36m 32,0s. Привидна величина (магнитуда) објекта NGC 5697 износи 13,9 а фотографска магнитуда 14,7. NGC 5697 је још познат и под ознакама IC 4471, UGC 9407, MCG 7-30-31, CGCG 220-33, IRAS 14345+4154, PGC 52207.